# Dichiseni
Dichiseni é uma comuna romena localizada no distrito de Călăraşi, na região de Muntênia. A comuna possui uma área de 94.26 km² e sua população era de 1719 habitantes segundo o censo de 2007.